# Pellevoisin
Pellevoisin è un comune francese di 902 abitanti situato nel dipartimento dell'Indre nella regione del Centro-Valle della Loira.
Vi si trova un santuario intitolato a Nostra Signora della Misericordia, per ricordare le apparizioni mariane che avrebbe avuto, nel 1876, la giovane Estelle Faguette.

## Società

### Evoluzione demografica
Abitanti censiti